# Заступник начальника штабу Армії США

Прапор заступника начальника штабу армії США

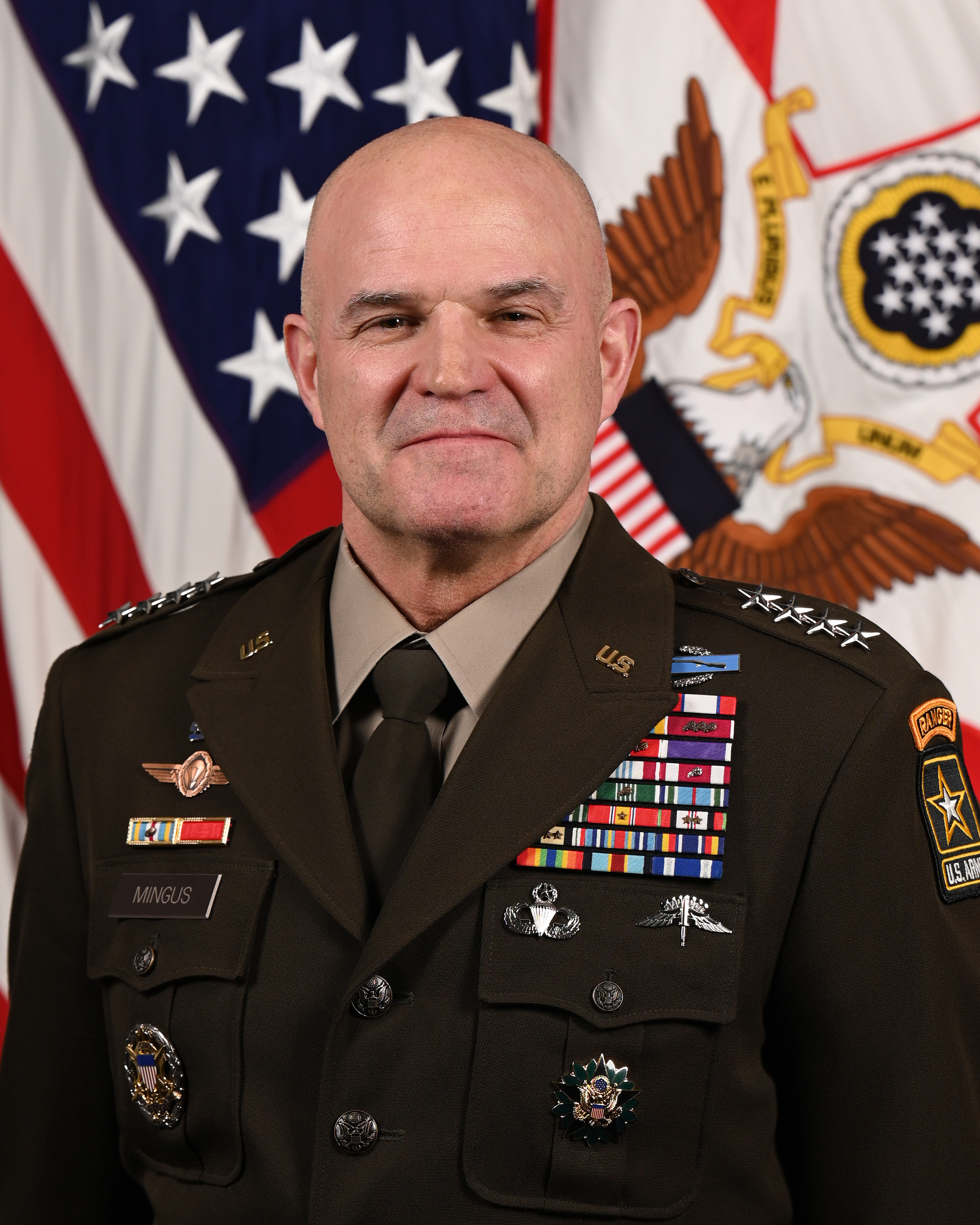
Чинний заступник начальника штабу армії США генерал Джеймс Мінгус

Засту́пник нача́льника шта́бу А́рмії США або віценачальник штабу Армії США (англ. Vice Chief of Staff of the Army (VCSA) — єдиний заступник начальника штабу армії, який є другим у військовій ієрархії офіцером, що перебуває на дійсній військовій службі в Міністерстві армії США.
Заступник начальника штабу здійснює безпосереднє керівництво повсякденною діяльністю штабу армії, допомагаючи начальнику штабу, головною функцією якого є виконання службових обов'язків в Об'єднаному комітеті начальників штабів, в управлінні сухопутними військами збройних сил США. За статутом на посаду віценачальника штабу призначається чотиризірковий генерал армії Сполучених Штатів.
Кандидатура генерала на посаду заступника начальника штабу армії США затверджується особисто президентом, після погодження та затвердження Сенатом.
Чинним віценачальником штабу армії з 5 січня 2024 року є генерал Джеймс Мінгус.

## Список заступників начальників штабу Армії США (1947–по т.ч.)
| №   | Ім'я                      | Зображення | Початок           | Кінець          | Посади, після ЗНША |
| --- | ------------------------- | ---------- | ----------------- | --------------- | --- |
| 1.  | LTG (GEN) Лоутон Коллінз  |            | 1947              | 1949            | Начальник штабу Армії (1949–53) Представник США при НАТО (1953–54) Спеціальний представник у Південному В'єтнамі (1954–55) Представник США при НАТО (1955–56) Звільнення 1956 р.                      |
| 2.  | GEN Вейд Гейсліп          |            | 1949              | 1951            | Звільнення 1951 р. |
| 3.  | GEN Джон Галл             |            | 1951              | 1953            | Командувач Далекосхідного командування (1953–55) Звільнення 1955 р. |
| 4.  | GEN Чарльз Боулт          |            | 1953              | 1955            | Звільнення 1955 р. |
| 5.  | GEN Віллістон Палмер      |            | 1955              | 1957            | Заступник командувача Європейського Командування (1957–59) Директор військової допомоги OSD, (1959–60) Звільнення 1960 р.                                                                             |
| 6.  | GEN Ліман Лемніцер        |            | 1957              | 1959            | Начальник штабу Армії (1959–60) Голова Об'єднаного комітету начальників штабів (1960–62) SAEUR/CINCUSEUCOM (1963–69) Звільнення 1969 р.                                                               |
| 7.  | GEN Джордж Декер          |            | 1959              | 1960            | Начальник штабу Армії (1960–62) Звільнення 1962 р. |
| 8.  | GEN Клайд Еддлмен         |            | 1960              | 1962            | Звільнення 1962 р. |
| 9.  | GEN Барксдейл Гамлетт     |            | 1962              | 1964            | Звільнення 1964 р. |
| 10. | GEN Крейтон Абрамс        |            | 1964              | 1967            | Заступник командувача Командування військової допомоги у В'єтнамі (1967–68) Командувач Командування військової допомоги у В'єтнамі (1968–72) Начальник штабу Армії (1972–74) Помер на службі, 1974 р. |
| 11. | GEN Ральф Гейнес          |            | 1967              | 1968            | Командувач Тихоокеанської армії (1968–70) Командувач Командування континентальної армії (1970–73) Звільнення 1973 р.                                                                                  |
| 12. | GEN Брюс Палмер           |            | 1968              | 1973            | ТВО начальника штабу Армії (липень — жовтень 1972) Командувач Ударного Командування (1973–74) Звільнення 1974 р.                                                                                      |
| 13. | GEN Александер Гейґ       |            | січень 1973       | травень 1973    | Голова адміністрації Білого дому (1973–74) SAEUR/CINCUSEUCOM (1974–79) Звільнення 1979 р. Державний секретар США (1981–82)                                                                            |
| 14. | GEN Фредерік Вейенд       |            | 1973              | 1974            | Начальник штабу Армії, 1974–76 Звільнення 1976 р. |
| 15. | GEN Волтер Кервін         |            | 1974              | 1978            | Звільнення 1978 р. |
| 16. | GEN Фредерік Кройсен      |            | 1978              | 1979            | Командувач Європейської армії (1979–83) Звільнення 1983 р. |
| 17. | GEN Джон Вільям Вессі     |            | 1979              | 1982            | Голова Об'єднаного комітету начальників штабів(1982–85) Звільнення 1985 р. Спеціальний емісар у В'єтнамі з розшуку зниклих американських військових (1985–96)                                         |
| 18. | GEN Джон Адамс Вікем      |            | 1982              | 1983            | Начальник штабу Армії (1983–87) Звільнення 1987 р. |
| 19. | GEN Максвелл Турман       |            | 1983              | 1987            | Командувач Командування навчання та доктрин (1987–89) Командувач Південного Командування (1990–91) Звільнення 1991 р.                                                                                 |
| 20. | GEN Артур Браун           |            | 1987              | 1989            | Звільнення 1989 р. |
| 21. | GEN Роберт Ріскассі       |            | 1989              | 1990            | Командувач 8-ї армії (1990–92) Командувач ЗС США в Кореї (1992–93) Звільнення 1993 р. |
| 22. | GEN Гордон Салліван       |            | 1990              | 1991            | Начальник штабу Армії, 1991–95 Звільнення 1995 р. |
| 23. | GEN Денніс Реймер         |            | 1991              | 1993            | Командувач Командування сил армії (1993–95) Начальник штабу Армії (1995–99) Звільнення 1999 р. |
| 24. | GEN Бінфорд Пей III       |            | 1993              | 1994            | Командувач Центрального Командування, 1994–97 Звільнення 1997 р. |
| 25. | GEN Джон Тілеллі          |            | 1994              | 1995            | Командувач Командування сил армії (1995–96) Командувач ЗС США в Кореї (1996–99) Звільнення 2000 р. |
| 26. | GEN Рональд Гріффіт       |            | 1995              | 1997            | Звільнення 1997 р. |
| 27. | GEN Вільям Кроуч          |            | 1997              | 1998            | Звільнення 1998 р. |
| 28. | GEN Ерік Шінсекі          |            | 24 листопада 1998 | 21 червня 1999  | Начальник штабу Армії (1999—2003) Звільнення 2003 р. Міністр у справах ветеранів (2009–14) |
| 29. | GEN Джон Джек Кін         |            | 22 червня 1999    | 16 жовтня 2003  | Звільнення 2003 р. |
| 30. | GEN Джордж Кейсі          |            | 17 жовтня 2003    | 23 червня 2004  | Командувач Міжнародних коаліційних сил в Іраку (2004–07) Начальник штабу Армії (2007–11) Звільнення 2011 р.                                                                                           |
| 31. | GEN Річард Коуді          |            | 24 червня 2004    | 31 липня 2008   | Звільнення 2008 р. |
| 32. | GEN Пітер Чіареллі        |            | 4 серпня 2008     | 31 січня 2012   | Звільнення 2012 р. |
| 33. | GEN Ллойд Остін           |            | 31 січня 2012     | 8 березня 2013  | Командувач Центрального Командування (2013—2016) Звільнення 2016 р. |
| 34. | GEN Джон Френсіс Кемпбелл |            | 8 березня 2013    | 8 серпня 2014   | Командувач МССБ — Афганістан (2014—2016) Звільнення 2016 р. |
| 35. | GEN Деніел Аллін          |            | 15 серпня 2014    | 16 червня 2017  | Звільнення 2017 р. |
| 36. | GEN Джеймс Макконвіль     |            | 16 червня 2017    | 26 липня 2019   | Начальник штабу Армії (2019–) |
| 37. | GEN Джозеф Метью Мартин   |            | 26 липня 2019     | 5 серпня 2022   | |
| 38. | GEN Ренді Джордж          |            | 5 серпня 2022     | 21 вересня 2023 | |
| 39. | GEN Джеймс Мінгус         |            | 5 січня 2024      | чинний          | |